# وايت هول

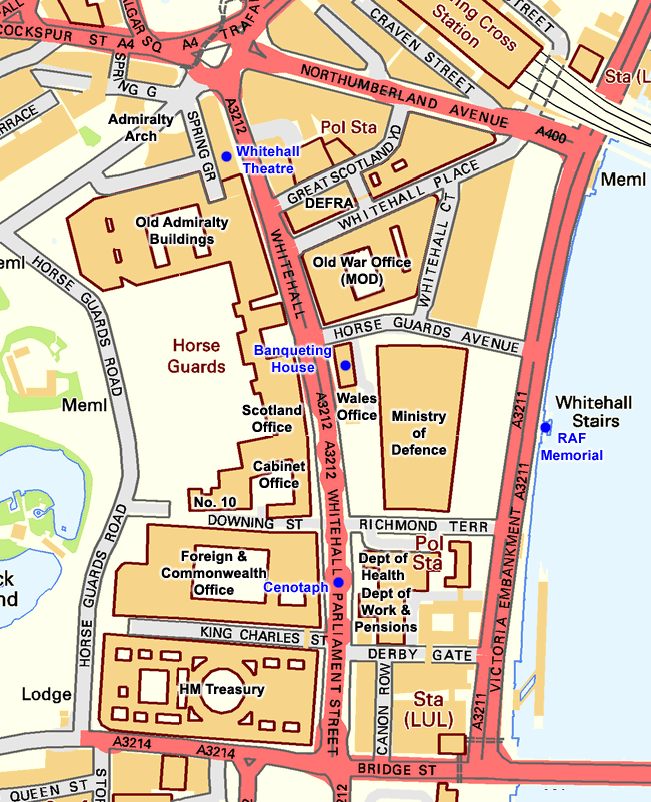
خريطة لوايت هول والشوارع المحيطة

وايت هول (بالإنجليزية: Whitehall)‏ هو طريق في مدينة ويستمنستر في وسط لندن، والذي يشكل الجزء الأول من الطريق A3212 من ساحة ترافلكار إلى تشيلسي. وهو الطريق الرئيسي والذي يمر من الجنوب من موقع الصليب شرينغ الأصلي في الطرف الجنوبي من ساحة ترافلكار نحو ساحة البرلمان. معترف بها كمركز للحكومة صاحبة الجلالة، ويحاذي الشارع الدوائر الحكومية والوزارات. وكذلك في كثير من الأحيان يستخدام اسم «وايت هول» وذلك كنايةً للإدارة الحكومية البريطانية الشاملة، فضلا عن كونه اسم جغرافي للمنطقة المحيطة بها.